# La Couronne perdue de Genghis Khan !
La Couronne perdue de Genghis Khan (The Lost Crown of Genghis Khan! dans la version originale) est une histoire en bande dessinée de l'auteur américain Carl Barks, écrite en novembre 1955. Elle met en scène Balthazar Picsou, Donald Duck et ses neveux Riri, Fifi et Loulou et se déroule essentiellement dans l'Hindou Kouch,,.

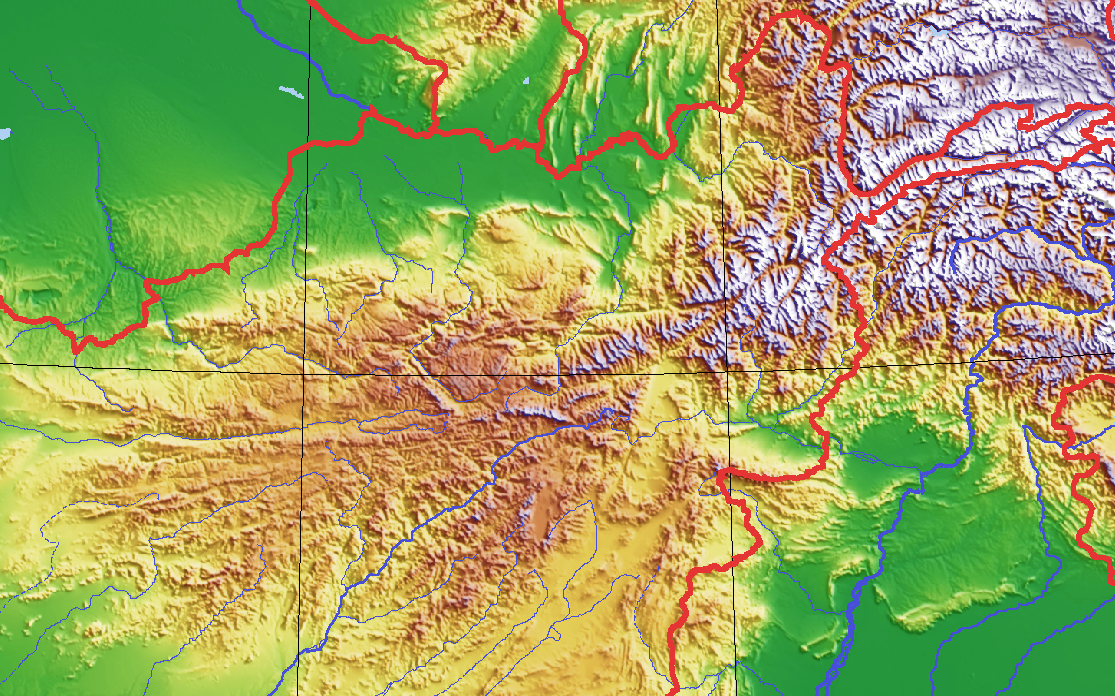
Carte topographique de l'Hindou Kouch, avec en rouge les frontières internationales. L'Afghanistan est à l'ouest et le Pakistan à l'est.

## Synopsis

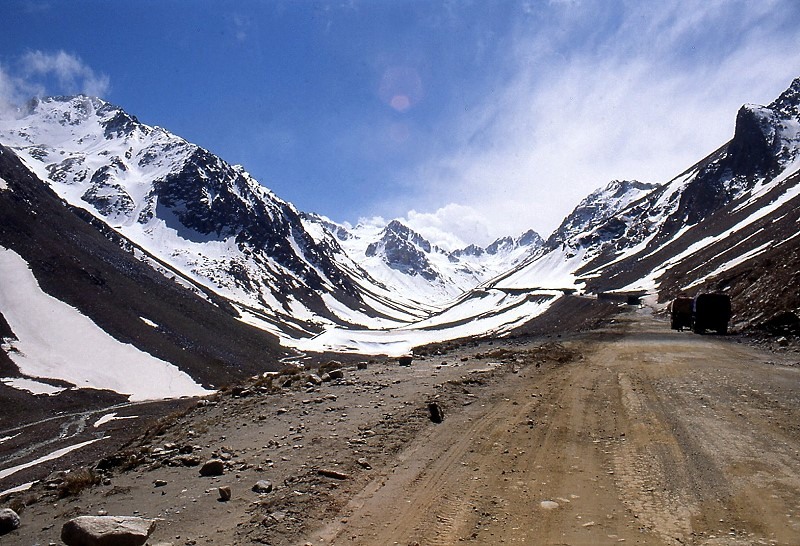
Vue du col de Salang au fond de la vallée depuis la route A76, Hindou Kouch, Afghanistan.

Des caravaniers au service de Balthazar Picsou ont découvert en Asie un incroyable trésor : la couronne de Gengis Khan. Le précieux objet comporte cent joyaux, un pour chaque ville conquise par cet empereur mongol. Mais la couronne fut ensuite volée par le Yéti sur le plateau de Gloupsa Faypeur, dans l'Hindou Kouch, chaîne de montagnes située en Afghanistan et au Pakistan (Asie). Picsou part donc pour l'Inde avec ses neveux pour rejoindre le site.

## Fiche technique
- Code Inducks : W US 14-02.
- Titre original (en anglais) : The Lost Crown of Genghis Khan!
- Titre en français : l'histoire s'est aussi appelée en français : La couronne perdue de Genghis Khan  : L'onc' Picsou et l'abominable homme des neiges (pour sa première édition francophone, en 1959), Le locataire du 'toit du monde', La couronne perdue de Gengis Khan ! .
- 19 planches.
- Auteur et dessinateur : Carl Barks[1],[2],[3].

## Références historiques et culturelles

Portrait imaginaire de Gengis Khan. Taipei (Taïwan), Musée national du Palais, XIVe siècle.

### Gengis Khan

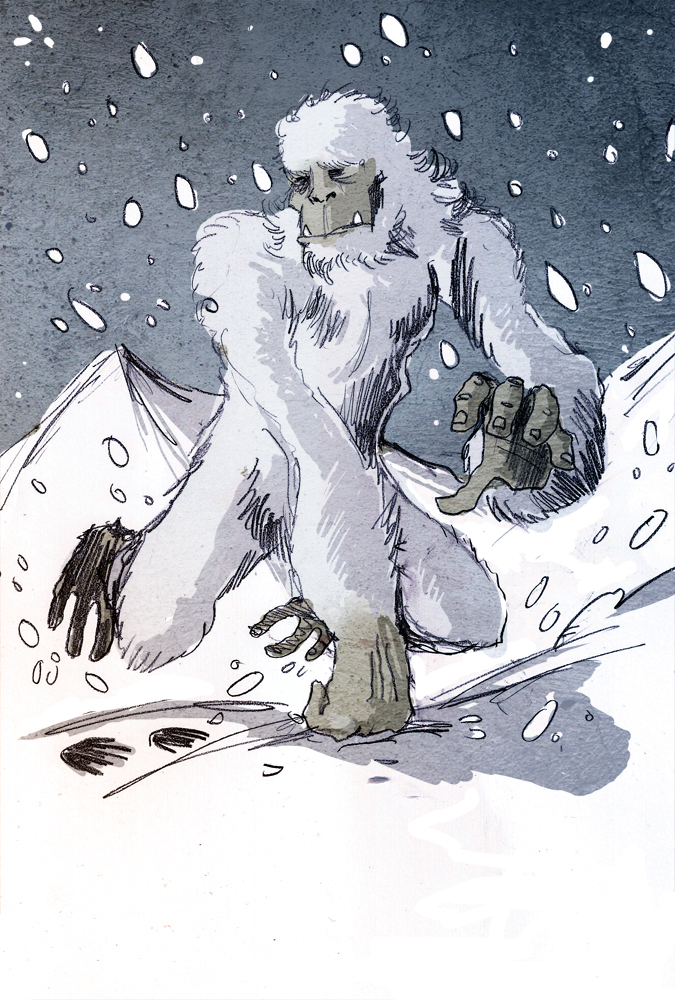
Illustration d'un yéti par Philippe Semeria.